# Semiothisa lalage
Semiothisa lalage är en fjärilsart som beskrevs av Louis Beethoven Prout 1935. Semiothisa lalage ingår i släktet Semiothisa och familjen mätare. Inga underarter finns listade i Catalogue of Life.